# Khanate
Khanate ist eine 2000 gegründete, 2006 aufgelöste und 2023 reaktivierte Drone-Doom-Band.

## Geschichte
Der Bassist von O.L.D. und Scorn James Plotkin und der Gitarrist Stephen O’Malley von Sunn O))), Thorr’s Hammer und Burning Witch lernten einander im Herbst 2000 während des Besuchs eines Isis-Konzertes in Manhattan kennen und beschlossen ein gemeinsames Musikprojekt zu initiieren. Auf Plotkins Initiative hin wurde Alan Dubin, der ebenfalls bei O.L.D. aktiv war als Sänger hinzugezogen. Mit dem ehemaligen Schlagzeuger von Blind Idiot God Tim Wyskida wurde die Gruppe bis zum Winter 2001 vervollständigt. In den darauf folgenden Monaten arrangierte die Gruppe ihr selbstbetiteltes Debüt, welches über Southern Lord veröffentlicht wurde.
Im Anschluss an die Veröffentlichung bestritt die als Supergroup hervorgehobene Band eine gemeinsame US-Tournee mit Thrones und Sigh. Nach den beiden anschließenden und zumeist hoch gelobten Alben Things Viral und Capture & Release sowie internationalen Auftritten mit Gruppen wie Villains oder Wreck of the Hesperus beschloss Plotkin die Gruppe 2006 aufgrund des mangelnden Engagements bestimmter ungenannter Mitglieder zu verlassen, was die faktische Auflösung der Band bedeutete. Im Nachhinein wurden unveröffentlichte Aufnahmen die während der Studioarbeit an Capture & Release entstanden waren als das letzte Album Clean Hands Go Foul 2009 veröffentlicht.
Im Mai 2023 veröffentlichte die Band ohne vorherige Ankündigung das neue Album To be Cruel.

## Stil

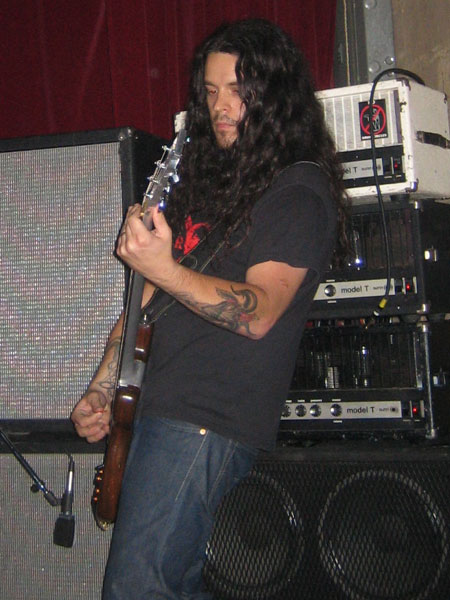
Stephen O’Malley bei einem Auftritt mit Khanate in New York 2005

Die Musik von Khanate gilt als Mischung aus Sludge und Drone Doom mit musikalischen Einflüssen aus dem Black Metal. Laut William York von Allmusic ist die Musik geprägt von dissonanten und tief gestimmten Gitarren- und Bass-Figuren, extrem langsamen Tempi, Rückkopplungen und dem schmerzerfüllten Kreischen und Brüllen Dubins.
York beschreibt die Musik von Khanate als „herausforderndes Hörerlebnis“. Louis Pattison vom New Musical Express bezeichnet die Musik als „furchterregend“. Laut Thomas Kerpen vom Ox-Fanzine sind die Stücke der Gruppe ein „depressiver Haufen atonaler akustischer Eruptionen“. Nach Volkmar Weber vom Rock Hard sorge und vermittele die Musik eine „allumfassende Depression aller Körperteile.“ Die Vermittelte depressive Stimmung wird ebenso von Alex Henderson für Allmusic hervorgehoben. Er nennt die Musik den „bedrückendsten Doom Metal“ und zieht einen Vergleich zu der Sludge-Band Grief.
Dubins Stimme, die meist als zentrales Element ausgemacht wird, wird häufig mit jener von Bon Scott verglichen. Allerdings sei Dubins Art des Gesangs, trotz der stimmlichen Ähnlichkeit weit von Scotts Gesang entfernt. Mitunter wird Dubins Gesang als „Bon Scott in Zeitlupe“ beschrieben. Auf der Internetseite des Labels Southern Lord wird dieser Bezug ebenfalls hergestellt. So beschreibt das Label die Musik des zweiten Albums als die „während eines Quaalude-Gelages ausgekotzte Bon-Scott-Ära von AC/DC, die von Steve Albini im Studio festgehalten wurde“.
Das Bass- sowie das Gitarrenspiel gelten als enorm langsam, unstrukturiert und stark verzerrt. Häufig fließen Übersteuerungen und Rückkopplungen in den Klang der besonders tief gestimmten Instrumente ein. Das Schlagzeugspiel gilt indes als ebenso strukturarm. Die Schlagzeugfiguren erscheinen kaum kontrolliert und eher als „unregelmäßige Einwürfe“.

## Diskografie
- 2001: Khanate (Album, Southern Lord)
- 2002: Live WFMU 91.1 (Live, Southern Lord)
- 2003: Things Viral (Album, Southern Lord)
- 2003: No Joy (Remix) (EP, Southern Lord)
- 2004: Let Loose the Lambs (Live-DVD, Southern Lord)
- 2004: KHNT vs. Stockholm (Live, Southern Lord)
- 2004: Live Aktion Sampler 2004 (Live, Southern Lord)
- 2005: Capture & Release (Album, Southern Lord)
- 2005: Dead/Live Aktions (DVD, Southern Lord)
- 2005: It’s Cold When Birds Fall from the Sky (Live, Southern Lord)
- 2009: Clean Hands Go Foul (Album, Southern Lord)
- 2023: To be Cruel (Album, Sacred Bones)